# Alessandro Bovolenta
Alessandro Bovolenta (Roma, 27 maggio 2004) è un pallavolista italiano, opposto della You Energy.

## Biografia
È figlio del pallavolista Vigor Bovolenta.

## Carriera

### Club
La carriera di Alessandro Bovolenta inizia nella stagione 2020-21 ingaggiato dalla Porto Robur Costa e inserito sia nella squadra giovanile che in quella che disputa la Serie B, categoria dove gioca anche nell'annata successiva con lo stesso club, ottenendo anche qualche convocazione in prima squadra, militante in Superlega; dalla stagione 2022-23 è promosso in prima squadra, in Serie A2.
Per il campionato 2024-25 esordisce in Superlega grazie all'acquisto da parte della You Energy.

### Nazionale
Nel 2021 viene convocato nella nazionale italiana under 19, nel 2022 in quella under 20, aggiudicandosi l'oro al XVI Festival olimpico estivo della gioventù europea e al campionato europeo di categoria, dove è premiato come MVP, e nel 2023 in quella under 21 e conquista l'argento al campionato mondiale.
Nel 2023 ottiene le prime convocazioni nella nazionale maggiore, esordendo ufficialmente contro il Belgio durante il campionato europeo e mettendo a segno il punto conclusivo della partita che sancisce la vittoria dell'Italia per 3-0: nella stessa competizione vince la medaglia d'argento.

## Palmarès

### Nazionale (competizioni minori)
- Festival olimpico estivo della gioventù europea 2022
- Campionato europeo under 20 2022
- Campionato mondiale under 21 2023
- Memorial Hubert Wagner 2023

### Premi individuali
- 2022 - Campionato europeo under 20: MVP